# The Best Thing
"The Best Thing" és el setè senzill de l'àlbum Affirmation, segon disc d'estudi de Savage Garden. Fou llançat el 19 de març de 2001 exclusivament a Europa i fou l'últim que van publicar poc abans de la seva separació oficial produïda durant el mateix any. No van filmar cap videoclip per la seva promoció. Només va tenir certa repercussió al Regne Unit i, de fet, fou més coneguda perquè solia ser la cançó que utilitzaven per obrir els seus concerts.

## Llista de cançons

### Regne Unit
CD senzill
1. "The Best Thing" – 4:19
2. "Chained to You" – 4:08
3. "Hold Me" (directe a Brisbane, maig 2000) – 4:52

Casset
1. "The Best Thing" – 4:19
2. "Hold Me" (directe a Brisbane, maig 2000) – 4:52

### Europa
CD senzill
1. "The Best Thing" (edició ràdio) – 3:41
2. "Affirmation" (directe) – 5:48

Maxi-CD
1. "The Best Thing" (edició ràdio) – 3:41
2. "Affirmation" (directe) – 5:48
3. "I Want You" (directe) – 3:50
4. "I Knew I Loved You" (directe) – 8:15